# Anna Quindlen
Anna Marie Quindlen (Filadélfia, 8 de julho de 1952) é uma escritora e jornalista norte-americana.
Quindlen é conhecida por sua crítica à crescente natureza materialista da vida americana moderna. Um dos focos de seu trabalho é sua própria mãe, a qual faleceu aos quarenta anos, vítima de câncer ovariano, quando Quindlen tinha dezenove anos de idade.
Formada pelo Barnard College em Nova Iorque, ela iniciou sua carreira em 1974, como repórter do New York Post. Sua coluna de opinião Public and Private, no New York Times, já ganhou o Prémio Pulitzer de Comentário em 1992. Em 1995, Quindlen abandonou o jornalismo para se tornar uma romancista de tempo integral. Entre 1999 e 2009, ela trabalhou para o Newsweek escrevendo uma coluna bisemanal.
De seus cinco romances, três já foram adaptados para o cinema. One True Thing, que inspirou um filme homônimo em 1998, contou com a atuação de Meryl Streep, que recebeu uma nomiação ao Óscar de Melhor Atriz por seu papel.
É casada com um advogado e tem três filhos.